# João Niederauer Sobrinho

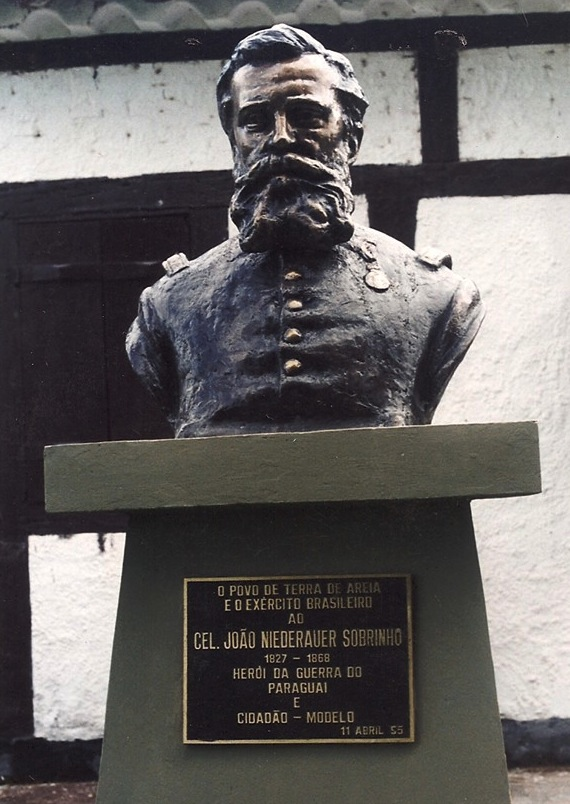

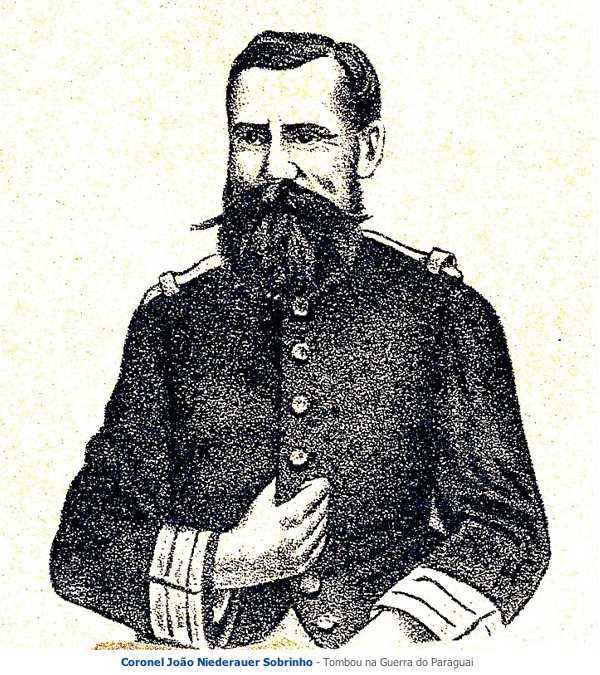

Coronel João Niederauer Sobrinho nasceu em 04 de abril de 1827 na Colônia Alemã Protestante de Três Forquilhas (hoje Itati) no Rio Grande do Sul, filho dos imigrantes Philipp Leonard Niederauer e Catharina Diehl Niederauer.
Tombou em combate em — Villeta, 13 de dezembro de 1868) foi um militar brasileiro, lutou na Guerra da Tríplice Aliança, comandando a 3ª Brigada de Cavalaria Imperial. Foi ferido mortalmente após a Batalha de Avaí, quando já fazia o rescaldo da batalha.
É  visto como o primeiro filho varão nascido já nos primórdios da Colônia Alemã de Três Forquilhas. Foi batizado em 14 de abril de 1827, pelo pastor Voges, tendo por padrinho o seu tio homônimo João Niederauer, na época instalado com casa comercial junto ao Baluarte Ipiranga, na Vila de Torres.
Com o prenúncio da Revolução Farroupilha todo o grupo familar dos Niederauer seguiu até São Leopoldo e depois, por volta de 1840, para Santa Maria, permitindo que João Niederauer recebesse ótima formação escolar.
Em 1849 encontrâmo-lo já integrando a Guarda Nacional de Santa Maria e, em 09.01.1850 é promovido a Alferes e integrado ao 12º Esquadrão do Corpo de Cavalaria, em Santa Maria.
Casou no dia 21.09.1852 com a sua prima Maria Catharina Niederauer. Tiveram seis filhos: Delfina, João, Gabriela,  José Gabriel, Afonso e Adelaide.
CORONEL JOÃO NIEDERAUER SOBRINHO
O Coronel João Niederauer Sobrinho nasceu em 4 de abril de 1827, na colônia alemã de Três Forquilhas, na Província de São Pedro do Rio Grande do Sul, hoje Estado do Rio Grande do Sul. Era filho dos imigrantes alemães Felippe Leonardo Niederauer e Anna Catharina Diehl.
Em 1840, a família mudou-se para Santa Maria da Boca do Monte, mas o pequeno João permaneceu em São Leopoldo, estudando. Após uma temporada passada em Porto Alegre, trabalhando numa casa comercial, juntou-se à família em Santa Maria, em 1844. Aí passou a trabalhar no curtume e selaria do pai, até viajar a negócios para São Borja, de onde só retornou em 1847.
A partir de então, passou a trabalhar com o tio e padrinho João Niederauer, cuja filha viria mais tarde a desposar. A casa comercial onde trabalhava situava-se na atual Rua Venâncio Aires, onde hoje se encontram as ruínas da Sotéia, construída pelo tio e sogro quando nosso personagem encontrava-se na guerra.
Em 1851, irrompeu a Guerra contra Oribe e Rosas, os caudilhos platinos que desafiavam os interesses brasileiros na região. João Niederauer, com apenas 23 anos, apresentou-se como voluntário, sendo nomeado Alferes do 1º Corpo de Cavalaria da Guarda Nacional do Distrito de Santa Maria. Essa nomeação denota o prestígio de que já desfrutava em sua terra adotiva.
Ao retornar da campanha, ostentava a Medalha de Prata com fita verde, por serviços relevantes e logo foi promovido a Capitão. Em 21 de setembro de 1852, casou-se com a prima Maria Catharina, na igrejinha que existia no mesmo local onde hoje se ergue o monumento em sua homenagem, na Avenida Rio Branco, próximo à Praça Saldanha Marinho.
Durou pouco a permanência em casa, pois já em março de 1854, apenas 3 meses após o nascimento da primogênita, Delfina, o Capitão Niederauer era chamado a integrar, com seu Esquadrão da Guarda Nacional Santamariense, a Divisão Imperial Auxiliadora, enviada ao Uruguai, a pedido do Governo daquele país, para pacificá-lo. Ao retornar a Santa Maria, em 1855, era já um dos mais influentes cidadãos de sua comunidade que àquela época se esforçava pela emancipação política de Cachoeira do Sul.
Voltou ao serviço em campanha nos anos de 1857 e 1858, no 4º Corpo de Cavalaria da Guarda Nacional, que integrava o Exército de Observação no Ibicuí, encarregado de vigiar as fronteiras com os países do Prata, então em constante agitação político-militar. Provavelmente por esse motivo, deixou de participar da Câmara Municipal de Vereadores que instalou a nova Vila de Santa Maria da Boca do Monte, em 17 de maio de 1858.
Em 30 de maio de 1860, com apenas 33 anos, foi promovido a Tenente-Coronel do 41º Corpo de Cavalaria da Guarda Nacional, sediado em Santa Maria. Em 7 de setembro do mesmo ano, foi eleito para a 2ª Câmara de Vereadores de Santa Maria com a terceira maior votação, para um mandato de 4 anos. Durante seu mandato, exerceu por largos períodos o cargo de Presidente da Câmara, que à época era também o Chefe do Poder Executivo Municipal.
Nas eleições seguintes, em 7 de setembro de 1864, foi o vereador mais votado, mas deixou de assumir o cargo por ter de seguir novamente para a guerra, em mais uma intervenção brasileira no Uruguai, em meio aos desmandos da administração de Aguirre. Deixava pela última vez sua casa, sua família e a terra adotiva. Maria Catharina estava grávida da última filha, Adelaide, que ele não chegaria a conhecer.
Na Campanha contra Aguirre, Niederauer comandou o 7º Corpo Provisório de Cavalaria, formado por voluntários santamarienses. Em 2 de janeiro de 1865, essa tropa participou da conquista de Paissandu e do cerco a Montevidéu, que capitulou a 21 de fevereiro do mesmo ano.
Frustraram-se as esperanças dos bravos cavalarianos de Niederauer de voltar para casa, pois uma nova e mais sangrenta guerra desenhava-se nos charcos do Paraguai. O apresamento do vapor brasileiro Marquês de Olinda e a invasão dos territórios do estado brasileiro do Mato Grosso e da província argentina de Corrientes por forças paraguaias ensejaram o tratado da Tríplice Aliança e a consequente declaração de guerra ao Paraguai.
Em 18 de maio de 1866, foi promovido a Coronel e nomeado Comandante Superior da Guarda Nacional de Santa Maria da Boca do Monte e São Martinho, em substituição ao Coronel José Alves Valença, que falecera em Corrientes.
Nas operações da Guerra do Paraguai, comandou a 3ª Brigada de Cavalaria e a 2ª Divisão de Cavalaria. Nessa campanha, enriqueceu com páginas de heroísmo e bravura a História Militar Brasileira.
Além do reconhecimento e admiração de seus superiores, por quem foi muitas vezes oficialmente elogiado, e da estima e respeito de seus comandados, que quase o endeusavam, Niederauer foi agraciado com as mais importantes condecorações do Império: a Ordem da Rosa, por bravura no campo de batalha, após a Batalha de Tuiuti; e a Imperial Ordem do Cruzeiro do Sul, também por bravura, em 2 de abril de 1868.
Depois de participar, à frente de seus cavalarianos santamarienses, de 14 combates e 2 batalhas, o Coronel Niederauer foi mortalmente ferido por um lançaço quando coordenava o recolhimento dos mortos e feridos, após a Batalha do Avaí, na qual mais uma vez cobrira-se de glória, em 11 de dezembro de 1868. Viria a falecer dois dias depois, no Hospital de Villeta, e ali perto sepultado. Seus restos mortais nunca foram identificados.
Niederauer foi objeto de inúmeras homenagens em sua cidade adotiva. Com razão considerado o mais notável herói militar santamariense, foi-lhe erigido um monumento no centro da cidade, em 1922, no contexto das celebrações do Centenário da Independência. Além disso, uma das mais importantes ruas que do Oeste demandam o centro da cidade recebeu o seu nome.
O Exército Brasileiro homenageou-o no centenário de sua morte, em 1968, dando-lhe o nome à Vila Militar da Avenida Borges de Medeiros; e em 1992, consagrando-o como o Patrono da 6ª Brigada de Infantaria Blindada, cuja sede, bem como as de 11 de suas 14 organizações militares orgânicas, está em Santa Maria.
Sob todos os títulos, Niederauer é o paradigma do cidadão-soldado. É exemplo permanente e perene fonte de inspiração. Nas horas difíceis, sua memória nos conforta e impele ao cumprimento do dever.
As duas colunas da sotéia, que ornam o pátio de formaturas do Quartel-General da 6ª Brigada de Infantaria Blindada, simbolizam as bases da profissão militar, que nosso Patrono tão bem soube cultuar: a hierarquia e a disciplina. Encimando-as, o capitel representa o sacrifício da própria vida. Ele e tantos outros heróis do passado chegaram ao ponto de oferecer este supremo testemunho de amor à Pátria, para que o Brasil pudesse proporcionar a seus filhos a integridade territorial, a soberania e a liberdade. Que nós, cidadãos de hoje, tenhamos a mesma dignidade e a mesma fibra para manter e legar aos que vierem depois o que recebemos dos que nos antecederam.
(Texto baseado no conteúdo do livro "A Saga dos Niederauer", do Professor José Antonio Brenner, com a devida autorização do autor, a quem manifestamos nossa gratidão)

## Fonte
- Biografia na Página da 6ª Brigada de Infantaria Blindada
  - MÜLLER, Elio Eugenio. Amores da Guerra, Episódios da Guerra do Paraguai e colocação do busto em homenagem ao Coronel Niederauer, no Sítio da Figueira, em Itati - RS, Editora AVBL, São Paulo - SP, 2010. Download gratuito de AMORES DA GUERRA.
    - MÜLLER, Elio Eugenio. De Pés e a Ferros, os primórdios da Colonização do vale do Rio Três Forquilhas e o batismo de João Niederauer Sobrinho. Download gratuito do livro DE PÉS E A FERROS.